# Stomina rufonotata
Stomina rufonotata är en tvåvingeart som först beskrevs av Jacques-Marie-Frangile Bigot 1889.  Stomina rufonotata ingår i släktet Stomina och familjen parasitflugor.
Artens utbredningsområde är Kalifornien. Inga underarter finns listade i Catalogue of Life.